# Maximilian Heidegger
Maximilian Heidegger (* 5. Juni 1997 in Los Angeles) ist ein US-amerikanisch-israelisch-österreichischer Basketballspieler.

## Laufbahn
Heidegger wurde als Sohn des früheren Skirennläufers Klaus Heidegger und einer US-amerikanischen Mutter geboren. Er wuchs zweisprachig (Deutsch und Englisch) im US-Bundesstaat Kalifornien auf und besuchte die Crespi High School in Encino, einem Stadtteil von Los Angeles. Nach einem Jahr an der Blair Academy in New Jersey wechselte er an die Oaks Christian High School und damit in seine Geburtsstadt zurück.
2016 nahm Heidegger ein Wirtschaftsstudium an der Universität von Kalifornien, Santa Barbara auf. Er bestritt bis 2020 97 Spiele für die Hochschulmannschaft und kam auf einen Mittelwert von 13,9 Punkten je Begegnung. Mit diesem Wert lag er beim Abschied von der Hochschule in der „ewigen Bestenliste“ auf dem neunten Rang.
Im September 2020 wurde Heidegger von der israelischen Spitzenmannschaft Maccabi Tel Aviv (ebenfalls Teilnehmer der EuroLeague) mit einem Dreijahresvertrag ausgestattet. Heidegger, dessen Mutter Jüdin ist, erhielt die israelische Staatsbürgerschaft. Im Dezember 2020 wurde er zu Bnei Herzliya ausgeliehen. Für Herzliya bestritt er 25 Ligaspiele und erzielte 18,2 Punkte je Begegnung. Im Sommer 2021 wechselte Heidegger leihweise zu den EWE Baskets Oldenburg in die Basketball-Bundesliga. Er war in der Saison 2021/22 mit 18,3 Punkten je Spiel der beste Korbschütze der Niedersachsen.
Im Sommer 2022 nahm er ein Angebot des türkischen Erstligisten Yukatel Merkezefendi Belediyesi an. Er erzielte in 15 Ligaeinsätzen im Schnitt 19,5 Punkte für die Mannschaft, die ihm Ende Januar 2023 die Freigabe für einen Wechsel zum spanischen Erstligisten Saski Baskonia erteilte. In der Vorbereitung auf das Spieljahr 2023/24 trainierte er bei der NBA-Mannschaft Chicago Bulls in den Vereinigten Staaten, Mitte Oktober 2023 wurde er noch vor dem Saisonbeginn aus dem Aufgebot gestrichen. Heidegger spielte dann für die Windy City Bulls in der NBA-G-League.
Im Januar 2024 wurde er von Reyer Venezia Mestre aus Italien verpflichtet. Ende Juni 2024 gab der türkische Erstligist Türk Telekomspor Heideggers Verpflichtung bekannt. Bereits Ende Oktober 2024 kam es wieder zur Trennung. Bis dahin hatte Heidegger drei Ligaspiele für die Mannschaft bestritten.

### Nationalmannschaft
Im Juli 2019 wurde Heidegger zu einem Lehrgang der österreichischen Herrennationalmannschaft eingeladen.